# Aldrahn
Bjørn Dencker poznatiji pod umjetničkim imenom Aldrahn (15. travnja 1976.) je norveški glazbenik, skladatelj, pjevač i tekstopisac. Najpoznatiji je kao član avangardnog/black metal sastava Dødheimsgard. Suraviđao je i sa skupinom Old Man's Child. Bio je član sastava Zyklon-B. Godine 2000. pridružio se sastavu Snorrea Rucha, Thorns. Od 2007. do 2019. bio je pjevač sastava The Deathtrip. Pojavio se i kao gost i tekstopisac na albumima sastava kao što su Dimmu Borgir, Darkthrone, Aura Noir i Isengard.

## Diskografija
Dødheimsgard
- Kronet til konge (1995.)
- Monumental Possession (1996.)
- Satanic Art (1998.)
- 666 International (1999.)
- A Umbra Omega (2015.)

The Deathtrip
- Deep Drone Master (2014.)

Thorns
- Thorns (2001.)

Urarv
- Aurum (2017.)

Kao gost
- Dimmu Borgir – For all tid (1995.)
- Isengard – Høstmørke (1995.)
- Old Man's Child – Born of the Flickering (1996.)
- Dødheimsgard – Supervillain Outcast (2007.)